# Nanna similis
Nanna similis är en tvåvingeart som först beskrevs av Daniel William Coquillett 1902.  Nanna similis ingår i släktet Nanna och familjen kolvflugor. Inga underarter finns listade i Catalogue of Life.